# Босико
Босико (итал. Bossico) је насеље у Италији у округу Бергамо, региону Ломбардија.
Према процени из 2011. у насељу је живело 965 становника. Насеље се налази на надморској висини од 855 м.

## Становништво
| 1931. | 1936. | 1951. | 1961. | 1971. | 1981. | 1991. | 2001. | 2011. |
| ----- | ----- | ----- | ----- | ----- | ----- | ----- | ----- | ----- |
| 970   | 910   | 1.026 | 1.041 | 1.057 | 1.109 | 1.060 | 997   | 969   |